# Mitridatska dinastija
Mitridatska dinastija, znana tudi kot Pontska dinastija, je bila dedna dinastija perzijskega izvora, ki jo je leta 281 pr. n. št. ustanovil Mitridat I. Ktist (Mitridat III. Kioški). Vrh dinastije so tvorili člani najvišjih krogov  vladajočega kioškega  perzijskega plemstva. Mitridat III. Kioški je po umoru svojega očeta in predhodnika Mitridata II. Kioškega pobegnil v Paflagonijo in sčasoma razglasil Pontsko kraljestvo. Prevzel je epitet Ktist, ki pomeni Graditelj. Dinastija je svoj vrh dosegla pod vladavino Mitridata VI., ki velja za največjega vladarja Pontskega kraljestva.
Dinasti so bili v mitridatskih vojnah med vladavino Mitridata VI. do poznih 60. let pr. n. št. vidni sovražniki Rimske republike. Leta 48 pr. n. št. je rimski klientski kralj Krima Farnak II., poskušal uveljaviti svoje zahteve do Ponta, vendar ga je Julij Cezar odločilno premagal v bitki pri Zeli.

## Zgodovina
Mitridati so dosegli svoj vrh pod vladavino Mitridata VI., ki je osvojil sosednja ozemlja Kolhide in Trapeza, in po smrti  Perisada V. uspel postati vladar Bosporskega kraljestva. 
Vrh ni trajal dolgo. Farnak II., sin in naslednik Mitridata VI., je bil po porazu pri Zeli izgnan iz Pontskega kraljestva. Pod neposredno oblastjo  Mitridatov je ostalo samo Bosporsko kraljestvo, dokler jih ni z oblasti vrgel general in bodoči kralj Asander. 
Dinastija je prek Dinamide, hčerke Mitridata VI., in njenih potomcev še naprej vladala Bosporskemu kraljestvu do leta 342 n. št. Bosporsko kraljestvo je ostalo najdlje trajajoča klientska država Rimskega imperija. Med Dinamidinimi potomci so bili: 
- Mitridat III., ki se je med rimsko-bosporsko vojno upiral rimski oblasti.
- Kotis I., ki je podpiral Rimljane proti svojemu bratu Mitridatu.
- Savromat II., ki so razširili kraljestvo in zadal resne udarce skitskim in siraškim plemenom.
- Reskupor VI., zadnji vladar Bosporskega kraljestva, ki je umrl leta 342.

## Kralji Pontskega kraljestva
| Kralj               | Vladal                       | Žena      | Komentar |
| ------------------- | ---------------------------- | --------- | --- |
| Mitridat I. Ktist   | 281–266 pr. n. št.           |           | Ktist pomeni Graditelj                                                                                        |
| Ariobarzan          | 266–250 pr. n. št.           |           | Sin Mitridata I.                                                                                              |
| Mitridat II.        | ok. 250 – ok. 210 pr. n. št. | Laodika   | Ariobarzanov sin.                                                                                             |
| Mitridat III.       | ok. 210 – ok. 190 pr. n. št. | Laodika   | Laodika je bila morda hčerka Antioha IV. Epifana.                                                             |
| Farnak I.           | ok. 190 – ok. 155 pr. n. št. | Nisa      | Najstarejši si. Mitridata III.                                                                                |
| Mitridat IV.        | 155–150 pr. n. št.           | Laodika   | Laodika je bila njegova sestra in žena.                                                                       |
| Mitridat V. Pontski | 150-120 pr. n. št.           | Laodika   | |
| Mitridat Krest      | 120-116 pr. n. št.           | neporočen | Skupaj z bratom Mitridatom VI., ki se je bil prisiljen skriti. Ko se je brat vrnil, je Krest izgubil prestol. |
| Mitridat VI.        | 120–63 pr. n. št.            | več žena  | Vodja mitridatskih vojn proti Rimu.                                                                           |
| Farnak II.          | 63–47 pr. n. št.             |           | Zadnji neposredni vladar Pontskega kraljestva.                                                                |

## Vir
- Dueck, Daniela (2002). Strabo of Amasia: A Greek Man of Letters in Augustan Rome. Routledge. ISBN 978-1134605613. The independent Pontic dynasty originated in the highest circles of the ruling Persian nobility in Cius.